# Martin Budislav Neureutter
Martin Budislav Neureutter (1794, Praha – 1864, tamtéž) byl český knihkupec a nakladatel činný v Praze v letech 1811 až 1853. Psal se též Neuräutter, Neureuter, Neureitter nebo Neureyter. Byl pokračovatel svého otce Martina Marii Neureuttera (1752–1830) a svého bratra Františka Neureuttera.
Knihkupectví společně s antikvariátem vzniklo pravděpodobně roku 1797, kdy Martin Maria Neureutter koupil od firmy J. F. C. Albrecht a spol. bývalé Schönfeldovo knihkupectví. V letech 1797–1807 šlo vedle Krameriovy České expedice o jediné původem české knihkupectví a nakladatelství v Praze (ostatní firmy patřily rodilým Němcům).
Martin Maria se o podnik zřejmě příliš nestaral, protože ho vedl jeho syn František. Roku 1808 přijal Martin Maria do učení svého mladšího syna Martina Budislava, který pak kolem roku 1815 otcovo knihkupectví převzal. Podnik vedl přes dvacet let a vtiskl mu český charakter, ale na jeho honorářovou praxi bylo mnoho stížností, protože mladí spisovatelé se museli spokojit jen s malou odměnou. Na druhé straně se zasloužil o vznik některých českých knihovniček na venkově, zvláště na farách, který poskytoval knihy na úvěr a na splátky. Část produkce nakladatelství tvořila náboženská literatura.
Nakladatelství vydávalo zpočátku jen levnou světskou literaturu (německé knížky lidového čtení atp.) a jazykové slovníky (především od Karla Ignáce Tháma). S nástupem Martina Budislava byly vydávány i české publikace náročnějšího obsahu, např. knižnice Nové divadlo české (1819 a 1825, čtyři svazky. Roku 1818 obdrželo nakladatelství povolení pro tisk not. Knížky vydané v nakladatelství se však vyznačují špatným tiskem a papírem a také nedbalou korekturou. Jde tedy z typografického hlediska o díla podprůměrné kvality.
V březnu roku 1847 byl Martin Budislav převezen do ústavu pro choromyslné, kde později zemřel. Knihkupectví na svůj účet vedl pomocník knihkupce a nakladatele A. K. Kronbergera J. Herberger, ale pro finanční nesrovnalosti mu bylo povolení odňato a podnik byl roku 1853 uzavřen.